# 喬·艾德考克
喬瑟夫·威爾伯·艾德考克（英語：Joseph Wilbur Adcock，1927年10月30日—1999年5月3日），綽號「Boomer」，為前美國職棒大聯盟的一壘手和總教練，生涯曾效力於紅人、勇士、印地安人與天使等隊。
艾德考克的安打數、全壘打數、打點數和壘打數都是密爾瓦基勇士時期隊史第三高，而他也在2022年入選勇士隊名人堂。

## 職業生涯
艾德考克從紅人發跡，不過當時紅人已經有了泰德·克魯澤伍斯基擔任一壘手，因此艾德考克只能被移到外野。這對於從小就擔任一壘手的艾德考克很是不滿，因此後來他在1952年球季末自請交易。球隊也順了他的意，將他交易到勇士。
1953年4月29日，他成為史上第一位把球打出馬球球場中外野的人。馬球球場因特殊的設計，中外野遠達483英尺(約147公尺)。即便綜觀整個大聯盟歷史，後面也只有漢克·阿倫和盧·布羅克能夠達成此成就。
1954年7月31日，艾德考克成為史上第七位單場敲出4轟的球員。這場比賽他累積了18個壘打數，寫下了大聯盟紀錄。直到2002年的尚恩·格林才以19個壘打數刷新單場壘打數紀錄。
1959年5月26日，路·波戴特和哈維·哈迪克斯上演了一場驚天動地的投手戰。波戴特主投12局無失分，哈迪克斯更是投出12局的完全比賽。13局下，Félix Mantilla靠著傳球失誤上壘，結束完全比賽，並透過短打推進站上二壘，下一棒的漢克·阿倫獲得故意四壞。接著艾德考克補上再見全壘打，但是他卻在跑壘途中不慎超越阿倫而被裁定出局。他的3分砲也變成1分打點的二壘安打。
1960年，艾德考克入選了兩屆明星賽。儘管他表現穩定，但同期的漢克·阿倫和艾迪·馬修斯鋒芒都蓋過了艾德考克。他在生涯末期先後效力於印地安人和天使，最後在1966年結束了他的職棒生涯。
1967年，他加入印地安人執教。不過執教成績不理想而在季末遭到解雇，離開職棒圈後，艾德考克便開始經營馬場。

### 執教成績
| 球隊     | 年度   | 例行賽 | 例行賽 | 例行賽 | 例行賽 | 例行賽  |
| 球隊     | 年度   | 比賽   | 勝     | 敗     | 勝率   | 結果    |
| -------- | ------ | ------ | ------ | ------ | ------ | ------- |
| 印地安人 | 1967年 | 162    | 75     | 87     | .463   | 美聯第8 |
| 總計     | 總計   | 162    | 75     | 87     | .463   |         |

## 生涯打擊成績
| 出賽次數 | 打席 | 打數 | 得分 | 安打 | 二安 | 三安 | 全壘打 | 打點 | 盜壘 | 保送 | 三振 | 打擊率 | 上壘率 | 長打率 | OPS  |
| -------- | ---- | ---- | ---- | ---- | ---- | ---- | ------ | ---- | ---- | ---- | ---- | ------ | ------ | ------ | ---- |
| 1959     | 7305 | 6606 | 823  | 1832 | 295  | 35   | 336    | 1122 | 20   | 594  | 1059 | .277   | .337   | .485   | .822 |

## 個人生活
1999年，高齡71歲的艾德考克因阿茲海默症去世。

## 外部連結
- 球員資訊和成績在MLB，ESPN，Retrosheet ，Baseball Reference ，Baseball Reference (Minors) ，Fangraphs ，The Baseball Cube （英文）